# Tà Rụt
Tà Rụt là một xã thuộc huyện Đakrông, tỉnh Quảng Trị, Việt Nam

## Địa lý
Xã Tà Rụt có diện tích 60,75 km², dân số năm 2019 là 4.601 người, mật độ dân số đạt 76 người/km².
Xã Tà Rụt nằm trên trục đường Hồ Chí Minh, cách trung tâm huyện lỵ Đakrông (Quảng Trị) 60 km, dân cư chủ yếu là người dân tộc Vân Kiều, Pa Cô ( Tà Ôi ), Kinh,... Trong đó người Pa cô ( Tà ôi ) chiếm tỷ lệ nhiều nhất, sống bằng nghề phát nương, làm rẫy, trồng rừng và chăn nuôi nhỏ lẻ, đời sống của nông dân gặp nhiều khó khăn, tỷ lệ hộ nghèo còn cao, lao động không có việc làm và chưa qua đào tạo nghề, đặc biệt là số thanh niên sau khi học xong văn hoá phổ thông cơ sở không theo học tiếp, ở nhà, việc làm không ổn định còn khá lớn

## Hành chính
Xã Tà Rụt được chia thành 7 thôn : A Đăng, A Liêng, A Pul, Tà Rụt 1, Tà Rụt 2, Tà Rụt 3, Vực Leng

## Kinh tế
Tà Rụt có diện tích đất sản xuất nông nghiệp không lớn lắm, chỉ với 648,5 ha, trong đó có đến 604,5 ha trồng cây lương thực. Mặc dù không phải là một vùng chuyên canh cây cà phê nhưng đây là vựa chuối và sắn, hàng năm cho năng suất cao cùng những cánh đồng cỏ tự nhiên phục vụ cho chăn nuôi gia súc
Năm 2012, Tà Rụt đạt mức tăng trưởng kinh tế 25%, thu nhập bình quân đầu người/năm tăng 2,3% so với 5 năm trước
Năm 2013, xã Tà Rụt trồng được 85 ha sắn, 304 ha ngô, 325 ha chuối (bao gồm chuối rẫy) và tổng số đàn gia súc, gia cầm lên đến 6.500 con. Đáng chú ý là việc đưa giống sắn KM94 vào sản xuất đại trà, cho năng suất đạt gần 15 tấn/ha
Nhắc đến Tà Rụt (Đakrông), nhiều người nghĩ ngay đến cuộc sống khó khăn của người dân vì đường sá xa xôi, cách trở. Nhưng Tà Rụt bây giờ khác xưa, đã đổi thay nhanh chóng trên con đường hội nhập, trở thành điểm sáng trong cộng đồng người Vân Kiều, Pa Cô ( Tà ôi ) trên dãy Trường Sơn

### Công nghiệp

#### Công trình trạm biến áp 110 kV Tà Rụt và nhánh rẽ
Công trình được Tổng công ty Điện lực miền Trung giao cho Ban quản lý dự án Điện nông thôn miền Trung thực hiện nhằm mục đích cung cấp điện cho khu kinh tế của khẩu quốc gia La Lay, cấp điện thi công các nhà máy thủy điện đang đầu tư dọc sông Đakrông và đấu nối các nhà máy thủy điện này vào lưới điện quốc gia, đồng thời làm giảm tổn thất công suất và điện năng của hệ thống, sử dụng linh hoạt các nguồn, nâng cao độ tin cậy cung cấp điện
Công trình có tuyến đường dây 110 kV dài 31,041 km, với điểm đấu nối là TBA 110 kV Khe Sanh, đi dọc theo đường mòn Hồ Chí Minh huyền thoại, băng núi rừng Trường Sơn, qua địa bàn xã Tân Liên, xã Húc, thị trấn Khe Sanh, huyện Hướng Hóa và xã Pa Nang, huyện Đakrông, đến điểm cuối là TBA 110 kV Tà Rụt đặt tại xã Tà Long, huyện Đakrông

#### Dạy nghề xây dựng cho thanh niên Tà Rụt
Trung tâm Dạy nghề và Hỗ trợ nông dân, phối hợp với Hội Nông dân huyện Đakrông, Hội Nông dân xã Tà Rụt và chính quyền địa phương điều tra khảo sát nhu cầu học nghề của nông dân và khả năng việc làm tại chỗ, mở lớp học nghề xây dựng cho con em nông dân tại địa phương. Vị trí lớp học là nhà văn hoá cộng đồng thôn A Đăng

#### Tuyến đường 64km nối từ cầu treo Đakrông đến xã Tà Rụt
Con đường Hồ Chí Minh khi đưa vào khai thác, sử dụng sẽ đẩy mạnh sản xuất hàng hóa phát triển Khai thác các thế mạnh về du lịch sinh thái, lịch sử, lợi thế cửa khẩu với các tỉnh biên giới với Lào

## Văn hóa
Tà Rụt là địa phương còn giữ được nhiều giá trị văn hóa truyền thống, xã có đội cồng chiêng đông đảo khá nguyên bản, thường tham gia nhiều liên hoan nghệ thuật trong và ngoài tỉnh. Đặc biệt là việc tham gia bảo tồn di sản văn hóa vật thể và phi vật thể cồng chiêng trên dãy Trường Sơn - Tây Nguyên 
Năm 2007, theo số liệu thống kê của Sở Văn hóa, thể thao và du lịch Quảng Trị, Tà Rụt có hơn 100 chiếc cồng chiêng, là xã có số lượng cồng chiêng cao nhất còn lưu giữ cồng chiêng tại các gia đình, dòng họ, gìn giữ nét văn hóa truyền thống của tộc người Pa Cô

### Thói quen ở trần
Người Pa cô ( Tà ôi ) thường tập trung sinh sống trong các bản làng cách xa trung tâm xã. Người Pa cô ở Tà Rụt cũng là những người quen ở trần. Theo báo giới Việt Nam, Tà Rụt là "Bản phụ nữ ở trần duy nhất tại Việt Nam"
Theo lời giải thích của người dân địa phương thì: "hiện nay người dân nơi đây đã no đủ, tuy nhiên nhiều người vì quen ở trần rồi nên khi mặc quần áo vào thấy bứt dứt khó chịu", "khi có gió Lào thì muốn tìm được người phụ nữ nào trên 30 tuổi mặc áo mới khó"
Và :"Do thường làm những công việc nặng nhọc, ra mồ hôi nhiều, chính vì vậy mà người dân ở đây không thích mặc quần áo vì rất vướng víu và nóng bức. Mặt khác, từ nhỏ người dân đã quen với việc cởi trần rồi, giờ mặc áo thấy khó chịu. Xã hội văn minh hơn, nhưng cũng chỉ cần may một bộ quần áo dài, để khi đi đâu thì mặc thôi"
Theo báo Gia đình và Xã Hội thì: "Việc người dân ở trần hoàn toàn không phải do tục lệ, cũng không phải vì nghèo túng, mà đó chỉ là do thói quen. Mà thói quen của mọi người thì chính quyền không thể can thiệp được, bởi họ thường chỉ mặc như vậy khi ở nhà, làm vườn và đi nương thôi, đi ra ngoài thì họ vẫn mặc áo bình thường như bao người khác"